# Скотт, Эверетт
Льюис Эверетт Скотт (англ. Lewis Everett Scott; 19 ноября 1892, Блафтон, Индиана — 2 ноября 1960, Форт-Уэйн, там же) — американский бейсболист, играл на позиции шортстопа. С 1914 по 1926 год выступал в Главной лиге бейсбола, проведя серию из 1307 матчей подряд. Этот рекорд позднее был побит Лу Геригом. Четырёхкратный победитель Мировой серии. Трижды выигрывал титул с «Бостон Ред Сокс», в 1923 году стал чемпионом в составе «Нью-Йорк Янкис». Член Зала славы «Ред Сокс».

## Биография

### Ранние годы
Льюис Эверетт Скотт родился 19 ноября 1892 года в Блафтоне в штате Индиана. Там же он окончил старшую школу, в бейсбольной команде которой играл на позиции питчера. Профессиональную карьеру Скотт начал в 1909 году в составе команды из города Кокомо в Индиане. В течение нескольких следующих лет он также играл за команды Фэрмонта и Янгстауна.
В 1912 году игру Скотта за «Янгстаун Стилмен» заметил Джимми Макалир, совладелец клуба Главной лиги бейсбола «Бостон Ред Сокс». В июне он сделал предложение о его покупке. Среди других команд, интересовавшихся молодым игроком, были «Бостон Брэйвз» и «Вашингтон Сенаторз». В августе 1912 года Скотт женился на Глэдис Уотт, а через два дня после свадьбы подписал контракт с «Ред Сокс». Сезон 1913 года он провёл в команде Американской ассоциации «Сент-Пол Сэйнтс».

### Бостон Ред Сокс
Перед началом сезона 1914 года Скотт подписал новое соглашение с «Бостоном», отклонив предложение более высокой зарплаты от «Индианаполис Хузиерс» из Федеральной лиги. В апреле он дебютировал в Главной лиге бейсбола. Свой первый сезон он завершил с показателем отбивания 23,9 %, хорошим для шортстопа в то время. В 1915 году эффективность Скотта снизилась до 20,1 %, но его надёжная игра в защите помогла «Ред Сокс» выйти в Мировую серию. «Бостон» обыграл «Филадельфию Филлис» в пяти играх, Скотт в этих матчах выбил один хит. По итогам регулярного чемпионата 1916 года Скотт стал самым надёжным оборонительным шортстопом в лиге. Клуб второй раз подряд выиграл чемпионский титул, победив в Мировой серии «Бруклин Робинс».
В последующее межсезонье Скотт отказался продлевать контракт с «Бостоном», предусматривавший снижение заработной платы. Оно было связано с прекращением деятельности конкурирующей Федеральной лиги. Позднее он договорился с командой, получив более выгодные условия — зарплата игрока выросла до 4000 долларов. В чемпионате 1917 года Скотт сыграл за Ред Сокс 157 матчей, отбивая с эффективностью 24,1 %. В следующем сезоне, сокращённом из-за вступления США в Первую мировую войну и призыва части спортсменов на военную службу, «Ред Сокс» снова выиграли Мировую серию. Скотт стал одним из двух игроков команды, не пропустивших ни одного матча в чемпионате, и превзошёл серии проведённых подряд игр, принадлежавшие Джорджу Бернсу (459 матчей) и Эдди Коллинзу (470 матчей). В апреле 1919 года он продлил контракт с «Бостоном» ещё на три года.
Несмотря на слабую игру «Ред Сокс» в сезоне 1919 года, Скотт по ходу чемпионата установил личный рекорд по эффективности игры на бите (27,8 %), а также стал самым надёжным шортстопом Американской лиги по действиям в защите. По ходу сезона 1920 года он провёл свой 600-й матч подряд, превзойдя результаты ещё нескольких игроков. При этом значительную часть чемпионата Скотт играл с травмой запястья. Весной 1921 года на сборах он испытывал боли в бедре, но с началом сезона продолжил свою серию, осенью сыграв 800-й подряд матч. По ходу чемпионата Скотт заработал 62 RBI, его лучший результат в составе «Бостона».

### Нью-Йорк Янкис
В межсезонье «Ред Сокс» обменяли Скотта в «Нью-Йорк Янкис». Пресса в Бостоне раскритиковала сделку, посчитав её неравноценной. Ходили слухи о том, что владелец команды Харри Фрейзи готовится продать её и стремится заработать, обменивая лучших игроков. В «Янкис» Скотт оказался следом за своими партнёрами по «Ред Сокс» Бейбом Рутом, Уэйтом Хойтом и Уолли Шангом. Весной 1922 года он был назван капитаном команды вместо отстранённого по дисциплинарным причинам Рута. Эта должность сохранялась за Скоттом в течение следующих четырёх сезонов.
По ходу сезона 1922 года он провёл свой 900-й подряд матч в лиге. В сентябре эта серия едва не прервалась, когда в пути сломался поезд, на котором он ехал из Индианы в Чикаго. С несколькими пересадками Скотт успел добраться до стадиона и вышел на поле в седьмом иннинге. По итогам чемпионата он вновь стал лучшим оборонительным шортстопом Американской лиги. В Мировой серии «Янкис» проиграли «Нью-Йорк Джайентс» в пяти матчах.
Весной 1923 года Скотту не хватало всего 14 игр, чтобы его серия достигла 1000 матчей. В апреле в выставочном матче он вывихнул голеностоп, но вышел на поле в первой игре сезона вопреки словам тренера команды Миллера Хаггинса, сказавшего что игрок пропустит две или три недели. В мае 1923 года он достиг своей цели, выйдя на поле в 1000-м подряд матче. На церемонии перед игрой министр ВМС Эдвин Денби вручил Скотту золотую медаль. По ходу сезона серия достигла 1128 матчей, что стало абсолютным рекордом для бейсбола. Предыдущее достижение принадлежало игроку младших лиг Перри Липу. «Янкис» вновь вышли в Мировую серию и выиграли первый чемпионский титул в своей истории, обыграв «Джайентс» 4:2. В шестой игре Скотт выбил решающий хит.
В межсезонье Скотт задумывался о завершении карьеры, но затем продлил контракт с клубом. В чемпионате 1924 года он отбивал с показателем 25,0 % и установил личный рекорд, набрав 64 RBI. Его рекордная серия превысила 1200 матчей, несмотря на последствия перенесённых ранее травм. Она прервалась только 5 мая 1925 года, когда его в составе Янкис заменил Пи-Ви Ваннингер. К этому моменту Скотта активно критиковали за его «одержимость». С 1914 по 1925 год он провёл 1307 матчей подряд. Позднее этот результат был превзойдён Лу Геригом и Келвином Рипкеном. В мае 1925 года Скотт в последний раз вышел на поле в составе «Янкис».

### Завершение карьеры
В июне 1925 года он перешёл в «Вашингтон Сенаторз». До конца чемпионата Скотт принял участие в 33 матчах, отбивая с эффективностью 27,2 %. Вместе с командой он вышел в Мировую серию, закончившуюся поражением от «Питтсбурга» 3:4. К этому моменту у него уже был успешный бизнес в Форт-Уэйне, но Скотт решил продолжить карьеру. В 1926 году он провёл 40 матчей за «Чикаго Уайт Сокс» и четыре игры в составе «Цинциннати Редс».
В 1927 году Скотт выступал за команду Международной лиги «Балтимор Ориолс», проведя 109 матчей, а затем сыграл ещё 33 игры в составе «Толидо Мад Хенс» в Американской ассоциации. Следующие два сезона, последних в его спортивной карьере, он провёл в команде «Рединг Кистоунз».

### После бейсбола
Закончив играть, Скотт жил в Форт-Уэйне. Он развивал свою сеть кегельбанов и залов для бильярда, сам профессионально играл в боулинг, проведя 51 идеальную игру. В 1928 году была опубликована написанная им детская книга «Third Base Thatcher».
Эверетт Скотт скончался 3 ноября 1960 года в больнице Парквью в Форт-Уэйне. Ему было 67 лет. В 2008 году он был избран в Зал славы «Бостон Ред Сокс».